# Eremomela pusilla
Eremomela pusilla là một loài chim trong họ Cisticolidae.